# Prochilodus costatus
Prochilodus costatus és una espècie de peix de la família dels proquilodòntids i de l'ordre dels caraciformes.

## Morfologia
- Els mascles poden assolir 42 cm de longitud total.[5][6]

## Hàbitat
És un peix d'aigua dolça i de clima tropical.

## Distribució geogràfica
Es troba a Sud-amèrica: és una espècie de peix endèmica de la conca del riu São Francisco, tot i que ha estat introduït al riu Jequitinhonha (Brasil).